# Lomaspilis nigrofasciata
Lomaspilis nigrofasciata är en fjärilsart som beskrevs av Wilhelm M. Schöyen 1882. Lomaspilis nigrofasciata ingår i släktet Lomaspilis och familjen mätare. Inga underarter finns listade i Catalogue of Life.